# クレミュー通り

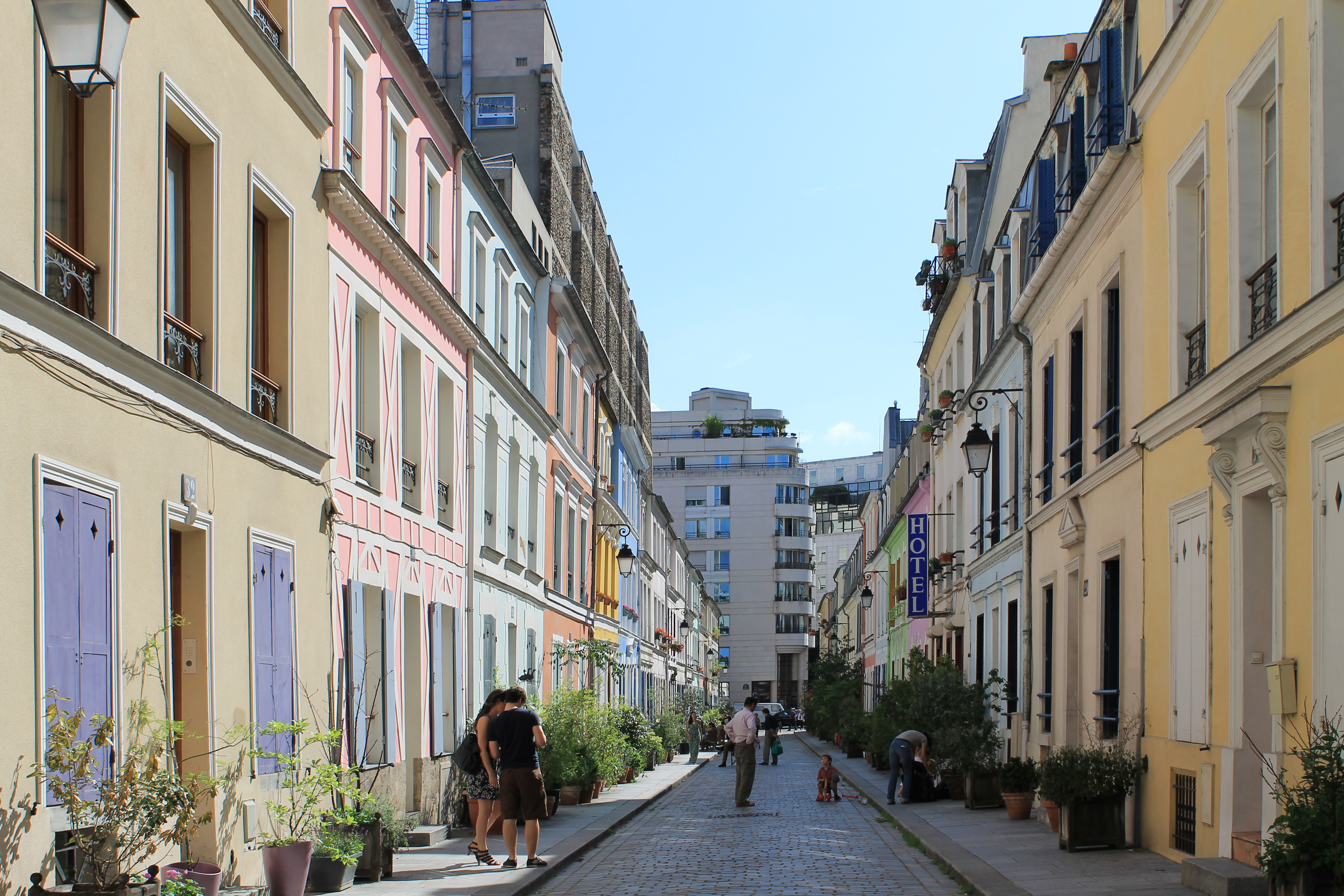
クレミュー通り（2012年）

クレミュー通り（Rue Crémieux）は、フランス・パリの12区にある1ブロック分の通りである。歩行者専用の道路で、元々は労働者用住宅のための通りとして建設された。沿道にパステルカラーの家が並んでいることから、「写真映え」するスポットとして多くの観光客が訪れている。

## 歴史
1857年に一帯が労働者用の住宅地として開発され、この通りと沿道の家のほとんどがこの時に建設された。元々はミヨー通り(Rue Millaud)という名前だったが、1898年にアドルフ・クレミューに因んで現在の名前に改称された。1910年パリ大洪水では、セーヌ川から氾濫した水により、最高で175センチメートルの高さまで浸水した。その場所には記念の銘板が設置されている。1993年に車両の通行が禁止された。

## 観光スポット化
クレミュー通りは、リヨン通りとベルシー通りを結ぶ全長144メートルの石畳の通りであり、沿道には、奥行きが一部屋分の小さなテラスハウスが並ぶ。その中には、「オテル・パルティキュリエ」(Hôtel particulier)という小さなホテルもある。ほとんどの家の通りに面した部分はパステルカラーで彩色されており、ある作家はこれを「キャンディーの色」(candy-hued)と形容した。ロンドンのポートベロー通りやベネツィアのブラーノ島のような「写真映え」するスポットとして、観光客が多く訪れ、また、個人制作の映画の撮影にも使われている。
写真撮影のために訪れる多くの人たちに、沿道の住民は頭を悩ませている。沿道の住民は、その抗議の意を表すために、自分たちの家の前でポーズを取っている人達を撮影したものを掲載するInstagramアカウントを作成し、また、特に撮影する人が多くなる週末や夕方のマジックアワーに通りを通行止めにするよう市当局に要請している。